# Adelische algebraïsche groep
In de algebraïsche getaltheorie, een deelgebied van de wiskunde, is een adelische algebraïsche groep een topologische groep die wordt gedefinieerd door een algebraïsche groep {\displaystyle G} over een getallenlichaam {\displaystyle K}, en de adele-ring {\displaystyle A=A(K)}. Een adelische algebraïsche groep bestaat uit de punten van {\displaystyle G}, die waarden in {\displaystyle A} hebben; de definitie van de van toepassing zijnde topologie is alleen voor de hand liggend in het geval dat {\displaystyle G} een lineaire algebraïsche groep is. In het geval dat {\displaystyle G} een abelse variëteit is, bestaat er een technische belemmering, hoewel het bekend is dat het concept is potentieel nuttig is in verband met de Tamagawa-getallen. Adelische algebraïsche groepen worden veel gebruikt in de getaltheorie, met name in de theorie van de automorfe representaties, en de rekenkunde van kwadratische vormen.

## Geschiedenis van de terminologie
Historisch gezien werden idèles in het midden van de jaren 1930 voor het eerst geïntroduceerd door Claude Chevalley. Dit was om de klassenveldtheorie te formuleren in termen van topologische groepen voor oneindige uitbreidingen. Kort daarop werd de term adèles (additieve idèles) voor het eerst gebruikt door André Weil in een poging om een bewijs van de stelling van Riemann-Roch te formuleren. De naam 'Adèle', een Franse meisjesnaam, was als woordgrap voor sommige wiskundigen niet aanvaardbaar. Zij gaven de voorkeur gaven aan de term répartitions. De algemene constructie van adelische algebraïsche groepen in de jaren 1950 volgde op de algebraïsche groepentheorie, die was ontwikkeld door Armand Borel en Harish-Chandra. Vanaf dat moment is de naamgeving niet meer veranderd.